# Astydameia (Tochter des Strophios)
Astydameia (altgriechisch Ἀστυδάμεια Astydámeia) ist eine Figur der griechischen Mythologie.
Sie ist die Tochter des Strophios und der Kydragora, die eine Schwester des Agamemnon ist. Sie ist die Schwester des Pylades.